# جبال الملك ليوبولد
17°30′S 125°45′E / 17.500°S 125.750°E

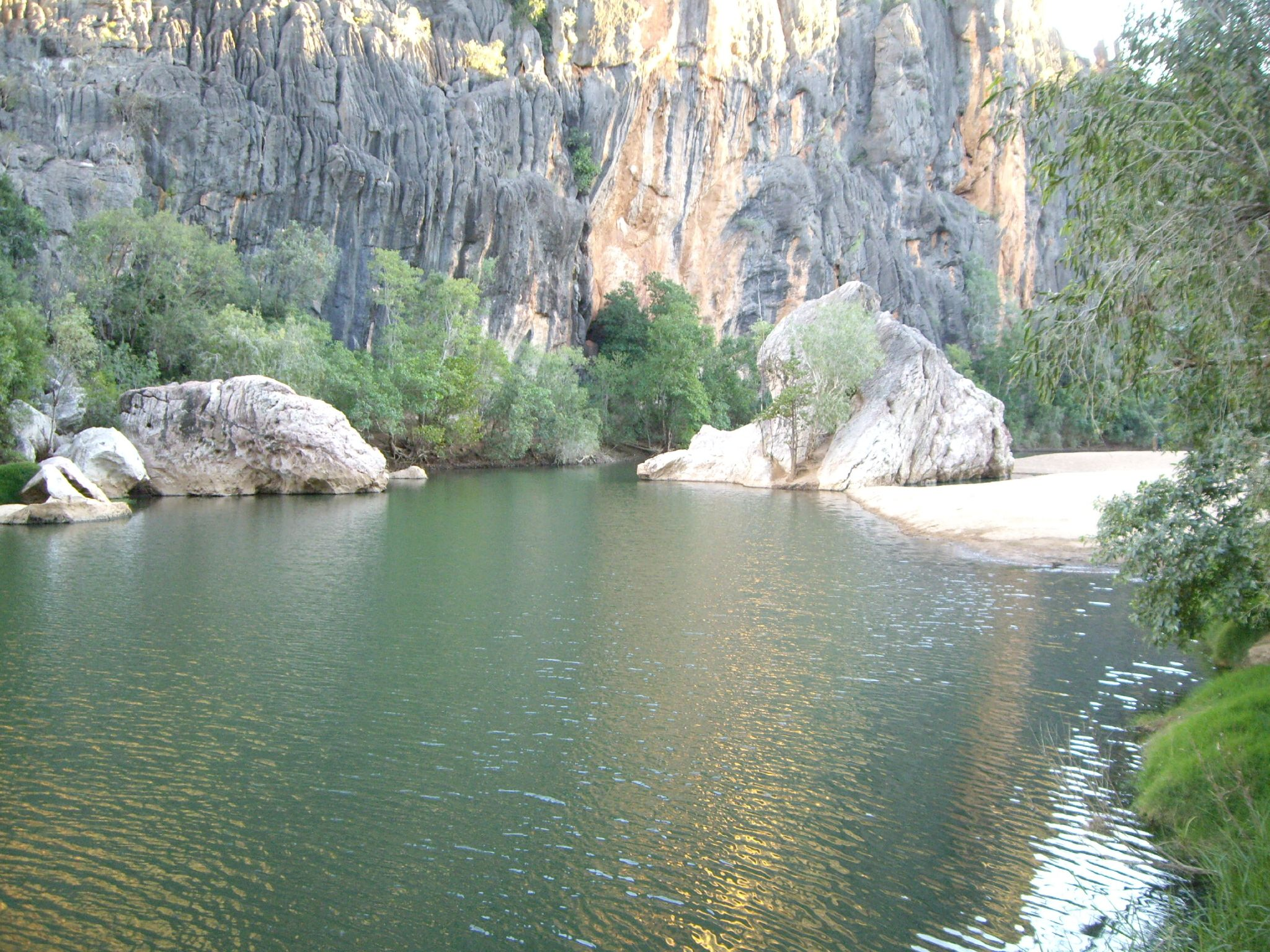

جبال الملك ليوبولد سلسلة جبلية تقع في في أستراليا الغربية. اكتشفها الإسكندر فورست عام 1879 م وسماها باسم ليوبولد الثاني ملك بلجيكا.
تحيط السلسلة بمنطقة كمبرلي وتمتد تقريبًا حتى خليج كولير في الجزء الشمالي من الولاية. أعلى القمم في السلسلة جبل أورد (936 م فوق سطح البحر) وجبل بروم (927 م فوق سطح البحر) ويتخلل نهر فيتزروي السلسلة أسفل جرف فيتزروي.

## المصدر
1. ↑  وصلة مرجع: https://www.abc.net.au/news/2020-07-03/wa-king-leopold-ranges-renamed-wunaamin-miliwundi-ranges/12416254. الوصول: 10 يوليو 2020.
2. ↑  وصلة مرجع: http://quickstats.censusdata.abs.gov.au/census_services/getproduct/census/2016/quickstat/SSC50754.
3. ↑  الموسوعة العربية العالمية - الجزء 24 (ط. الثانية). الرياض: مؤسسة أعمال الموسوعة للنشر والتوزيع. 1419 هـ (1999 م). ص. 118. ISBN:9960803562. {{استشهاد بكتاب}}: تحقق من التاريخ في: |سنة= (مساعدة)